# 兴工街道 (大连市)
兴工街道，曾是中华人民共和国辽宁省大連市沙河口区下辖的一个乡镇级行政单位。2019年原兴工街道被拆分，分别并入马栏街道及与原中山公园街道合并设立西安路街道。

## 行政区划
兴工街道下辖以下地区：
。